# Rudolf Kaffka
Rudolf Kaffka (* 14. Juni 1923 in Radeberg; † 30. Januar 1985 in Kaiserslautern) war ein deutscher Theologe und Politiker (SPD).

## Leben und Beruf
Nach dem Abitur am Wettiner Gymnasium in Dresden wurde Kaffka zur Wehrmacht eingezogen. Er nahm von 1941 bis 1945 als Soldat am Zweiten Weltkrieg teil und wurde an der Ostfront eingesetzt, zuletzt als Leutnant der Artillerie. Bei Kriegsende geriet er in US-amerikanische Gefangenschaft, aus der er 1946 entlassen wurde. Nach seiner Entlassung aus der Kriegsgefangenschaft studierte er von 1946 bis 1950 Theologie und Philosophie an der Ruprecht-Karls-Universität Heidelberg. Er war bis 1952 Vikar und arbeitete anschließend als Seelsorger in den Labour-Service-Einheiten. Von 1956 bis 1961 war er als Pfarrer in Annweiler am Trifels tätig. Im Anschluss wurde er in den Wartestand versetzt. Kaffka war mit Brigitte (geborene Fehmann, 1934–2017) verheiratet und hatte drei Kinder.

## Partei
Kaffka trat in die SPD ein und war zeitweise stellvertretender Vorsitzender des SPD-Bezirkes Pfalz. Im August 1980 wurde er allerdings gemeinsam mit seinem ehemaligen Assistenten Heinz Weigel aus der SPD ausgeschlossen. Beide waren wegen fortgesetzten gemeinschaftlichen Betrugs und gemeinschaftlicher Untreue rechtskräftig verurteilt worden. Sie hatten „zwischen 1972 und 1976 überhöhte staatliche Zuschüsse für politische Bildungsarbeit erschwindelt und teilweise zweckentfremdet für die Parteiarbeit verwendet“.

## Abgeordneter
Kaffka gehörte dem Deutschen Bundestag von 1961 bis 1980 an. Er war 1961 über die Landesliste Rheinland-Pfalz ins Parlament eingezogen und vertrat hier von 1965 bis 1980 den Wahlkreis Frankenthal.

## Belege
1. ↑  Partei-Ausschluß: Betrug und Untreue – Meldung des Hamburger Abendblatts vom 15. August 1980 (Memento vom 27. Juli 2014 im Internet Archive)

| Personendaten    | Personendaten                               |
| ---------------- | ------------------------------------------- |
| NAME             | Kaffka, Rudolf                              |
| KURZBESCHREIBUNG | deutscher Theologe und Politiker (SPD), MdB |
| GEBURTSDATUM     | 14. Juni 1923                               |
| GEBURTSORT       | Radeberg                                    |
| STERBEDATUM      | 30. Januar 1985                             |
| STERBEORT        | Kaiserslautern                              |